# Liste der denkmalgeschützten Objekte in Pölfing-Brunn
Die Liste der denkmalgeschützten Objekte in Pölfing-Brunn enthält das einzige denkmalgeschützte, unbewegliche Objekt der österreichischen Gemeinde Pölfing-Brunn im steirischen Bezirk Deutschlandsberg.

## Denkmäler
| Foto |                 | Denkmal                                                              | Standort                                 | Beschreibung | Metadaten |
| ---- | --------------- | -------------------------------------------------------------------- | ---------------------------------------- | --- | --- |
| ja   | Datei hochladen | Katholische Pfarrkirche Maria Königin HERIS-ID: 7663 Objekt-ID: 3602 | Kirchenstraße 3 und 4 Standort KG: Brunn | Die Kirche wurde 1957–1959 mit Architekt Karl Lebwohl erbaut. Großes Glasfenster im Chor vom Maler Albert Birkle. Die Kreuzwegbilder malte Anton Hafner. Die Orgel baute die Firma Gebrüder Krenn aus Graz. Anmerkung: Die Kirche liegt auf einem Grundstück der EZ 126 KG 61108 Brunn. | BDA-Hist.: Q21079244 Status: § 2a Stand der BDA-Liste: 2025-06-30 Name: Katholische Pfarrkirche Maria Königin GstNr.: 3 Pfarrkirche Hl. Maria Pölfing-Brunn |